# Ключі (Прокоп'євський округ)
Ключі́ (рос. Ключи) — селище у складі Прокоп'євського округу Кемеровської області, Росія.
Стара назва — Динамітний.

## Населення
Населення — 105 осіб (2010; 145 у 2002).
Національний склад (станом на 2002 рік):
- росіяни — 89 %